# Devan Downey
Devan Deangelo Downey (Chester, 28 settembre 1987) è un ex cestista statunitense, professionista nella NBDL e in Europa.